# SSX
SSX (сокращенно от Snowboard Supercross), в Японии выпущенная под названием X-treme Racing SSX — первая в серии видеоигра про сноубординг, разработанная компанией EA Canada и изданная EA Sports BIG.

## Игровой процесс
Игрок выбирает персонажа, каждый из которых имеет свой стиль езды и манеру поведения на трассе. Далее игроку предоставляется выбор трассы, каждая трасса наполнена пандусами, перилами, трамплинами, и другими объектами. Выполняя трюки, игрок заполняет «шкалу ускорения», которая затем может быть использована для дополнительного ускорения при обгоне оппонентов. Таким образом, выполнение трюков является неотъемлемой частью игры.
В игре 8 персонажей (англ. Mac, Elise, Moby, Kaori, Zoe, JP, Jurgen, Hiro), четверо из них доступны в начале игры, остальные открываются по мере прохождения.

## Оценки
| Сводный рейтинг | Сводный рейтинг |
| Агрегатор       | Оценка          |
| --------------- | --------------- |
| GameRankings    | 92,39 %         |

Игра получила всеобщее признание критиков, многие из которых описали игру как лучшую для PlayStation 2. Игра получила 92,39 % от GameRankings, 93 балла из 100 возможных от Metacritic и 89 баллов из 100 от MobyGames.
GameSpot дал игре 9,4 балла из 10, восхваляя её за отличную графику и удобный контроль, а также оделив вниманием динамичный саундтрек игры, который меняется в зависимости от того, что происходит в игре. IGN дал игре 9,3 балла из 10, утверждая, что выполнение трюков является необходимым условием для успеха в игре. Отдельного внимания IGN заслужили хорошо проработанные уровни, уровень «Tokyo Megaplex» был назван «фестивалем огней, цветов и одним из самых красочных, гениально проработанных уровней во всей игре».